# 藤村寬太

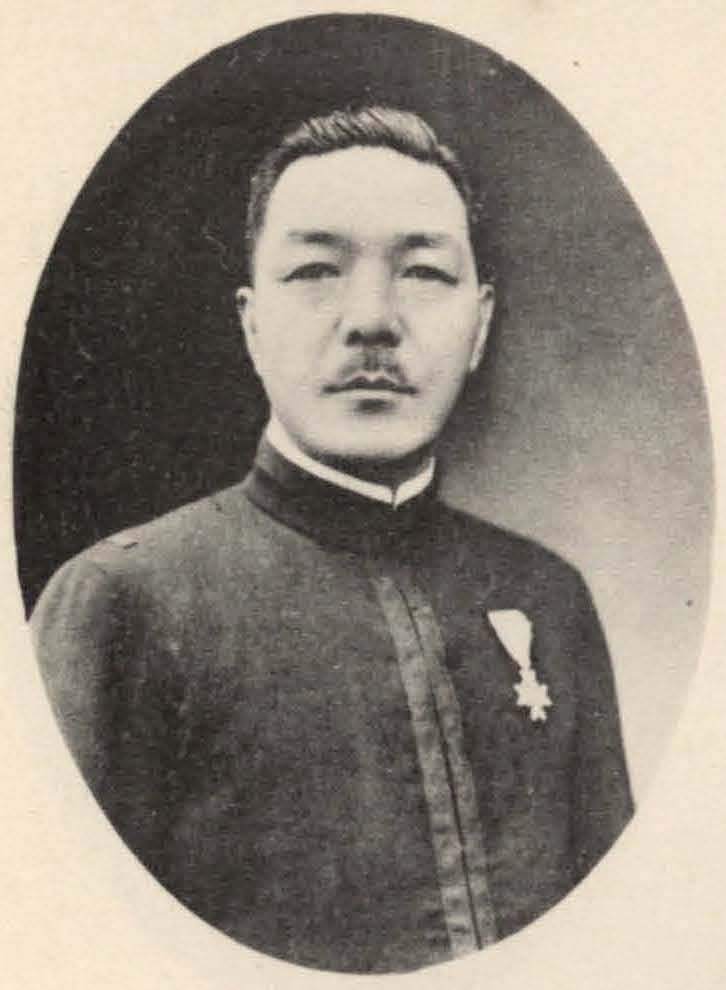
藤村寬太

藤村寬太（1892年12月13日—？）為日本政府官員，本籍日本福岡。藤村寬太於1941年受台灣總督府派任，接替木原圓次，於台灣台北市擔任台北市長一職。
台北市長任內曾提出將七星郡的北投街、士林街、內湖庄與新莊郡的鷺洲庄與海山郡的中和庄併入台北市的想法。